# Вепрева пустынь
Вепрева пустынь — упразднённый православный монастырь располагавшийся в 40 километрах от Ростова Великого на месте современного одноимённого села при озере Вепрь, и реке Рюжме, в Ростовском районе Ярославской области.

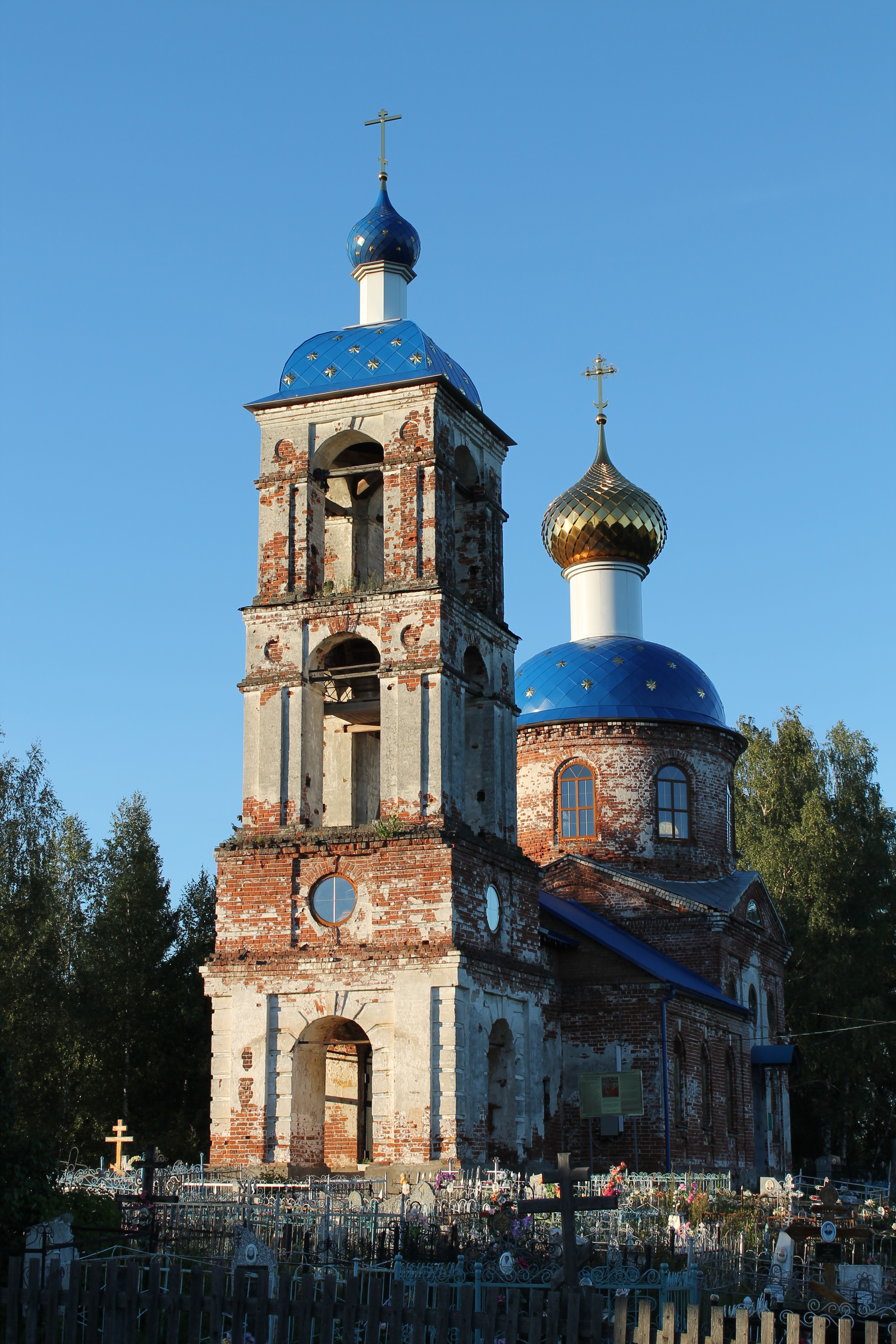
Село Вепрева Пустынь, каменная церковь Успения 1827 г. постройки

Существовал уже при Иване Грозном. Легенды связывают его основание с XIV—XV веком. С 1687 года состоял приписной пустынью Даниловского Переславского монастыря и имел три церкви. «1687 г. февраля 28 дня, Великие государи Петр и Иоанн Алексеевичи вместе с царевной Софьей слушали в Даниловском Переславском монастыре, в келье Архимандрита, записку о Вепревой пустыни, и утвердили оную за Даниловским Переславским монастырем», который и владел ею, как приписной пустынью, вплоть до 1764 года, то есть до введения духовных штатов. Архив Вепревой пустыни был увезен в Переславский Даниловский монастырь, а оттуда в архив Владимирской Духовной Консистории.
Из игуменов Вепревой пустыни известны следующие: Арсений (1546 г.), Антоний (1551 г.), Арсений (1562 г.), Адриан (1599 г.), Мартирий (1615 г.), Мисаил (1623 г.), Иемелиан (-), Иона (1645 г.); строители: Дионисий (1656 г.), Моисей (1661 г.), Игнатий (1663 г.), Моисей (1666 г.); игумен Пахомий (1671 г.), Авраамий (1672 г.), Никифор (1675 г.), Пафнутий (-), Левкий (1676 г.), Герасим (1677 г.), Петр (1679 г.), Зосима (1683 г.), Варсонофий (1686 г.), Дорофей (1687 г.), Дамиан (1713 г.), Исаакий (-).
Когда Успенская деревянная церковь сгорела со всей утварью, то среди пожарища была найдена под пеплом в целости, нисколько не поврежденная, восковая свеча, стоявшая до пожара перед местной иконой Успения Божией Матери.
До 1930-х годов эта свеча, вместе с иконой, составляла предмет особого почитания верующих. В то же время, в глухом уголке леса, недалеко от села, была явлена чудотворная икона, поклониться которой стремилось множество паломников из разных мест. Массовое паломничество привлекло внимание властей. Настоятель храма (Василий Иванович Кавалеров) в 1931 году был репрессирован, а храм впоследствии разграблен и пришел в запустение. По сей день местонахождение свечи неизвестно, а чудотворная икона в 2007 году была обнаружена в Ростовском Петровском монастыре.